# Красноярське (Куп'янський район)
Красноярське — селище в Україні, у Великобурлуцькій селищній громаді Куп'янського району Харківської області. Населення становить 20 осіб. До 2020 орган місцевого самоврядування — Хатнянська сільська рада.

## Географія
Селище Красноярське находится за 3 км від річки Великий Бурлук і села Шевченкове. Поруч із селом невеликий лісовий масив урочище Довжик (дуб), по селу протікає персихаючий струмок на якому зроблено загату.

## Історія
1900 — дата заснування.
12 червня 2020 року, відповідно до розпорядження Кабінету Міністрів України № 725-р «Про визначення адміністративних центрів та затвердження територій територіальних громад Харківської області», увійшло до складу Великобурлуцької селищної громади.
19 липня 2020 року, в результаті адміністративно-територіальної реформи та ліквідації Великобурлуцького району, селище увійшло до складу Куп'янського району Харківської області.
Російська окупація селища почалася 24 лютого 2022 року.
11 вересня 2022 року воїни Збройних Сил України в ході Харківської контрнаступальної операції звільнили від російських окупантів населені пункти Великобурлуцької селищної територіальної громади.
22 червня 2023 року рішенням №230 Національної комісії зі стандартів державної мови віднесено до списку населених пунктів, які «можуть не відповідати лексичним нормам української мови», зокрема стосуватися «російської імперської чи колоніальної політики». Громаді рекомендовано обґрунтувати доцільність збереження поточної назви або запропонувати нову назву в установленому законодавством порядку.

## Економіка
- В селищі є молочно-товарна ферма.